# 第12偵察戦闘大隊

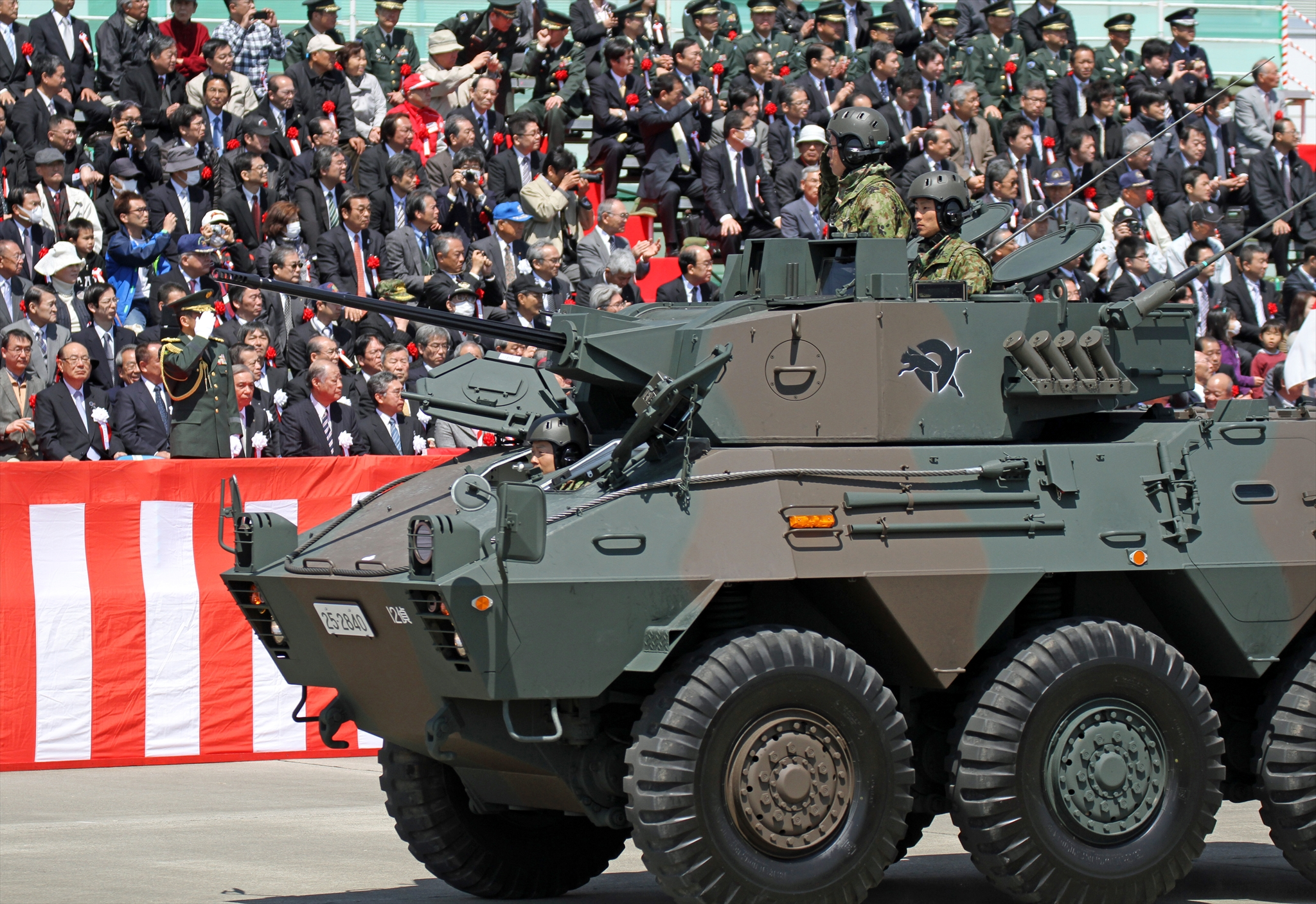
観閲行進中の第12偵察隊の87式偵察警戒車。第12旅団創立12周年及び相馬原駐屯地創設54周年記念行事にて（2013年4月13日）

第12偵察戦闘大隊（だいじゅうにていさつせんとうだいたい、JGSDF 12th Reconnaissance Combat Unit）は、陸上自衛隊相馬原駐屯地（群馬県北群馬郡榛東村）に駐屯している第12旅団隷下の機甲科（偵察戦闘）部隊である。

## 概要
隊長は2等陸佐が充てられ、第12旅団の情報収集専任部隊として師団の行動に必要な情報を偵察警戒車、軽装甲機動車および偵察用オートバイなどの車両や各種偵察用器材を使用して収集する偵察中隊と機動戦闘車等を装備し戦闘任務にあたる戦闘中隊から編成される。
部隊のシンボルマークとして第12偵察隊では山猫を、偵察戦闘大隊改編後、鷲獅子を掲げる。

## 沿革
第12偵察隊
- 1962年（昭和37年）1月18日：第12師団第12偵察隊が相馬原駐屯地において編成。
- 1976年（昭和51年）3月25日：部隊改編。
- 1985年（昭和60年）8月12日：日本航空123便墜落事故に災害派遣出動。翌13日午前1時半より現地にて捜索を開始。10時54分、最初の生存者を発見。
- 1991年（平成03年）3月29日：電子偵察小隊を新編。
- 2001年（平成13年）3月26日：第12師団が廃止され、第12旅団（空中機動旅団）に改編に伴う部隊改編。

1. 第3偵察小隊を新編。
2. 後方支援体制変換に伴い、整備部門を第12後方支援隊第2整備中隊偵察直接支援小隊へ移管。

- 2006年（平成18年）4月28日〜7月29日：「イラクにおける人道復興支援活動及び安全確保支援活動の実施に関する特別措置法」に基づき、第10次イラク復興業務支援群としてイラクへ派遣。
- 2014年（平成26年）9月27日：御嶽山噴火に伴い、初動情報収集部隊として出動。以降阿部守一長野県知事の要請により御嶽山周辺に人命救助等に係る災害派遣。
- 2015年（平成27年）9月10日：平成27年9月関東・東北豪雨に伴う災害派遣。
- 2016年（平成28年）4月14日：熊本地震に伴い、災害派遣。
- 2018年（平成30年）1月23日：草津白根山（本白根山鏡池付近）における噴火に伴い、人命救助等に係る災害派遣。
- 2018年（平成30年）8月10日︰群馬県防災ヘリコプター墜落事故に伴い、人命救助等に係る災害派遣。
- 2019年（令和元年）10月12日：令和元年東日本台風に伴い、初動情報収集部隊として出動。以降、群馬県および長野県に災害派遣。
- 2023年（令和05年）3月15日：第12偵察隊（相馬原駐屯地）が廃止（第12偵察戦闘大隊に増強改編）。

第12偵察戦闘大隊
- 2023年（令和05年）3月16日：第12偵察戦闘大隊が相馬原駐屯地に新編[1][2]。
- 2024年（令和06年）1月1日：群馬県高山村の養鶏場で発生した鳥インフルエンザに伴い災害派遣。同月3日まで鶏の殺処分等の支援を行った[3]。

## 部隊編成-
- 第12偵察戦闘大隊本部
- 本部管理中隊「12偵戦-本」：16式機動戦闘車・82式指揮通信車、1トン半救急車、1/2tトラック
- 偵察中隊「12偵戦-偵」：87式偵察警戒車、軽装甲機動車、偵察用オートバイ、地上レーダ装置1号(改) JTPS-P23
- 戦闘中隊「12偵戦-戦」：16式機動戦闘車、96式装輪装甲車、軽装甲機動車、偵察用オートバイ

### 第12偵察隊廃止時の部隊編成
- 第12偵察隊本部
- 第12偵察隊本部付隊：82式指揮通信車、1トン半救急車、1/2tトラック
- 電子偵察小隊：地上レーダ装置1号(改) JTPS-P23等
- 第1偵察小隊：87式偵察警戒車、軽装甲機動車、偵察用オートバイ
- 第2偵察小隊：87式偵察警戒車、軽装甲機動車、偵察用オートバイ
- 第3偵察小隊：87式偵察警戒車、軽装甲機動車、偵察用オートバイ

装備車両の部隊表示は、全て「12偵」

## 整備支援部隊
第12偵察隊
- 第12後方支援隊第2整備中隊偵察直接支援小隊（相馬原駐屯地）：2001年（平成13年）3月26日から2023年（令和5年）3月15日の間。

第12偵察戦闘大隊
- 第12後方支援隊第2整備中隊偵察戦闘直接支援隊（相馬原駐屯地）：2023年（令和5年）3月16日から

## 主要装備
- 16式機動戦闘車
- 87式偵察警戒車
- 82式指揮通信車
- 軽装甲機動車
- 85式地上レーダ装置 JTPS-P11
- 偵察用オートバイ
- 高機動車
- 1/2tトラック / 73式小型トラック
- 1 1/2tトラック / 73式中型トラック
- 3 1/2tトラック / 73式大型トラック
- 89式5.56mm小銃
- 5.56mm機関銃MINIMI
- 74式車載7.62mm機関銃
- 12.7mm重機関銃
- 9mm拳銃
- 84mm無反動砲
- 110mm個人携帯対戦車弾
- 60mm迫撃砲(B)
- 隠密行動用戦闘装着セット

## 警備隊区
群馬県東吾妻町、長野原町、草津町、中之条町、神流町、高山村、嬬恋村、上野村